# 你近來可好
《你近來可好》  是日本創作歌手中島美雪的第21張單曲。於1987年10月5日由波麗佳音發行。

## 介紹
A面曲《你近來可好》曾於1994年至1995年作為郵政省廣告《海~鷗》的CM歌曲。
專輯《中島美雪》中收錄的是另外一個混音版本，單曲原版則是收錄在1994年發行的精選集《Singles Ⅱ》中。
本歌曲在《中島美雪音樂巡演 2007》中初次出現在演唱會上。
B面曲《糖》 (日語：シュガー) 最初收錄於1992年發行的精選集《中島美雪 BEST SELECTION Ⅱ》中。與《你近來可好》一樣，也收錄在精選集《Singles Ⅱ》中。
本歌曲在1991年《夜會》第3部《邯鄲》中首次出現在演唱會上。
本單曲8cm盤版的封面，強調了17cm原版盤上被條形碼遮擋的5cm部分。這一部分在《Singles Ⅱ》的歌詞卡上也可以看到。
2022年11月28日，本單曲通過山葉音樂傳播數位音樂下載配信。

## 收錄歌曲

### EP Record/8cm CD
| 曲序 | 曲目       |
| ---- | ---------- |
| 1.   | 你近來可好 |
| 2.   | 糖         |

### CT
| A面  | A面                            | A面      |
| 曲序 | 曲目                           |          |
| ---- | ------------------------------ | -------- |
| 1.   | 你近來可好                     | 中島美雪 |
| 2.   | 你近來可好（Original Karaoke） |          |

| B面  | B面                    | B面      |
| 曲序 | 曲目                   |          |
| ---- | ---------------------- | -------- |
| 1.   | 糖                     | 中島美雪 |
| 2.   | 糖（Original Karaoke） |          |

## 收錄專輯
- 中島美雪 (#1, 專輯版)
- 中島美雪 BEST SELECTION Ⅱ (#2)
- Singles Ⅱ (#1, 2)
- 歌旅 -中島美雪音樂巡演 2007- (#1, 現場版)

## 外部鏈接
- 中島美雪官方網站上的介紹頁面
  - 你近來可好 （页面存档备份，存于）